# 융기 (연호)
융기(隆基)는 대원국의 황제 고영창의 연호이다. 1116년 잠시 4개월 동안만 사용되었다. 대원국은 1116년 1월 고영창에 의해 세워졌으나, 같은해 5월에 금나라에 의해 멸망하였다.

## 기년표
| 융기 | 원년   |
| 서기 | 1116년 |
| 간지 | 병신   |

## 같이 보기
- 대원국